# Фурнвил
Фурнвил (фр. Fourneville) насеље је и општина у северној Француској у региону Доња Нормандија, у департману Калвадос која припада префектури Лисје.
По подацима из 2011. године у општини је живело 497 становника, а густина насељености је износила 72,45 становника/km². Општина се простире на површини од 6,86 km². Налази се на средњој надморској висини од 90 метара (максималној 145 m, а минималној 54 m).

## Демографија
| 1962. | 1968. | 1975. | 1982. | 1990. | 1999. | 2011. |
| ----- | ----- | ----- | ----- | ----- | ----- | ----- |
| 228   | 264   | 238   | 291   | 343   | 351   | 497   |

График промене броја становника у току последњих година